# 高田漣
高田 漣（たかだ れん、1973年8月20日 - ）は、東京都出身のマルチ弦楽器奏者で、pupaのメンバー。

## 来歴
1970年代 - 加川良のアルバム『アウト・オブ・マインド』や、吉田拓郎の楽曲「彩たん」の歌詞、フォークシンガーである父・高田渡の『FISHIN ON SUNDAY』などの歌詞や、泣き声などでも登場していた。
1990年 - 17歳の時、西岡恭蔵のアルバム『トラベリン・バンド』に参加しセッション・デビュー。
1990年代後半 - 父・渡のバックを務める傍ら、ハナレグミ・原田郁子・畠山美由紀・ポラリス・アン・サリー・サンディー・ハシケンなど数多くのセッションにも参加する。
2002年 - アルバム『LULLABY』でソロデビュー。
2006年 - 細野晴臣＆東京シャイネスのメンバーとしてペダルスティールを担当。また同年の高橋幸宏ソロツアーもペダルスチール、マンドリン、アコースティックギターでサポート。
2007年 - Human Audio Sponge（細野晴臣・高橋幸宏・坂本龍一）のチャリティライブにサポートメンバーとして参加した他、夏には高橋幸宏、原田知世らとpupaを結成した。
2013年 - アルバム『アンサンブル』で、SPEEDSTAR RECORDSからメジャーデビュー。
2022年 - 初の単著『ギターというモノ／ギタリストというヒト プルースト、ベイトソン、ソンタグ、高田渡』を、DU BOOKSから発売。

## 人物
メイン楽器はペダル・スティールギター。その他にもラップスティールギター、アコースティックギター、マンドリン、ウクレレなどを弾きこなす。
少年時代はYMOのファンで、ペダルスティールを始めた動機は「キーボードみたいだったから」。ブライアン・イーノのアルバム『APOLLO』の中でダニエル・ラノワが演奏するスティールギターのサウンドが自身のルーツにあるとも語っている。
アコースティック楽器やペダルスティールのオーソドックスなフォーク/カントリースタイルのプレイの他、エフェクターを多用したペダルスティールで空間的なサウンドやシンセサイザーのようなエフェクティブな音も作り出している。また、独自の活動を始めて2007年現在、自身のソロアルバムも5作品リリースしている。
漣という名前をつけたことについて、父の渡は「役所で人名に使える字使えない字を決めること自体おかしいと思うので、認められない字を意識的に捜した。こういう字を使うのが僕の息子にふさわしいと思った」と話している。当時漣という字が人名用漢字に含まれていなかったため、戸籍謄本では「高田れん」になっていたという。
俳優・大杉漣の芸名は、高田に由来する。

## ディスコグラフィ

### ソロ
- LULLABY（CD 2002年6月26日 Nowgomix Records NGCA-1008）
- Wonderful World（CD 2003年11月27日 Nowgomix Records NGCA-1014）
- RT（CD 2004年11月25日 Nowgomix Records NGCA-1018）
- 12 notes（CD 2006年11月1日 Videoarts Music VACM-1293）
- Evening on this island（CD 2007年5月30日 Videoarts Music VACM-1308）
- Ballads -anthology of early years-（CD 2007年5月30日 Nowgomix Records NGCA-1028/1029）
- Official Bootleg Series “Folk Roots / New Routes” Vol. 001 with 中島ノブユキ（配信 2011年5月20日 OTOTOY TTCL-501/501H）
- アンサンブル（CD 2013年6月19日 SPEEDSTAR RECORDS VICL-64037）
- コーヒーブルース 〜高田渡を歌う〜（CD 2015年4月15日 キングレコード KICS-3178）
- Kitchen Tapes（CD 2017年6月17日 Beta Records TTCL-503）
- ナイトライダーズ・ブルース（CD 2017年10月4日 キングレコード KICS-3525）
- FRESH（CD 2019年3月6日 キングレコード KICS-3776）
- CONCERT FOR MODERN TIMES（CD 2022年10月19日 FUJI FJ234）

### 共作
- HAWAII,HAWAII / KAMA AINA, RT, MOOSE HILL （CD 2005年6月12日 333 Discs 333D-15）
- RAINBOW HAWAII / KAMA AINA, RT, MOOSE HILL （CD 2006年6月12日 333 Discs 333D-29）
- 上海 / KAMA AINA, 高田漣, MOOSE HILL （CD 2007年6月12日 333 Discs 333D-34）
- 27/03/03 / 高田渡/高田漣 （CD 2006年4月12日 Tonetone Records HRAD-00011）
- ROSE / マイク眞木 meets 高田漣 （CD 2006年7月5日 Tuff Beats UBCA-1007）
- ハワイ唄 / マイク眞木 meets 高田漣 （CD 2008年7月9日 Tuff Beats UBCA-1014）
- BOW / 大友良英+高田漣 （配信 2010年9月 OTOTOY）

### バンド、ユニット
- HOME FAMILY LOVE / RAM （CD 2003年8月6日 CV Recordings CVRC-012）
- Hands of Creation / Hands of Creation （CD 2006年6月21日 Videoarts Music VACM-1287）
- トロピカル道中 / サケロックオールスターズ （CD 2006年8月9日 Chordiary HRAD-00017）
- pupaの作品はpupaを参照のこと。

### サウンドトラック
- 『横道世之介』オリジナルサウンドトラック（ネット配信にて2013年2月20日に発売。全7曲）
- 『箱入り息子の恋』オリジナル・サウンドトラック（CD 2013年05月01日 ビクターエンタテインメント VICL-64019）
- グーグーだって猫である（CD 2014年10月22日 ビクターエンタテインメント VICL-64239）
- 『フルーツ宅配便』オリジナル・サウンドトラック（配信 2019年7月19日 キングレコード）
- TVアニメ『であいもん』オリジナル・サウンドトラック（CD 2022年6月22日 FlyingDog VTCL-60562）

### 参加作品
- 青い月 / ハシケン（CD 2005年12月7日 ヤマハミュージックコミュニケーションズ YCCL-10002）
- Hug / ハシケン （CD 2007年10月24日  Long Scale Disc XBCD-3001）

## 書籍

### 著書
- 『高田渡の視線の先に-写真擬-1972-1979』（撮影：高田渡 / 2021年、リットーミュージック）
- 『ギターというモノ／ギタリストというヒト　プルースト、ベイトソン、ソンタグ、高田渡』（2022年、DU BOOKS）

### 編集
- 『マイ・フレンド: 高田渡青春日記 1966-1969』（2015年、河出書房新社）

### 雑誌
- 『ERIS』「Gジャン放浪記～楽器オタクの雑記帳」（2016年12月 第17号-、エリスメディア）

## テレビ出演
- スコラ 坂本龍一 音楽の学校 シーズン2「ロックへの道」編（2011年、NHK Eテレ）
- 細野晴臣イエローマジックショー2（2019年1月1日、NHK BS4K／1月2日、NHK BSプレミアム）
- 吉田類の酒場放浪記（2024年9月30日放送、BS-TBS）

## CM出演
- サッポロビール ヱビス〈ザ・ホップ〉『グリーンベンチ篇』（2007年4月 - ）
- P&G Pringles GOURMET『スライドギター篇』（2007年3月 - ）